# Emil Grünig
Emil Grünig, né en 1915 et décédé en 1994, était un tireur sportif suisse.
En 1948, il a remporté la médaille d'or en tir à la carabine à 300 mètres trois positions aux Jeux olympiques de Londres.
La société d'armement Grünig & Elmiger AG porte son nom.